# Десантные катера проекта 306
Десантные катера проекта 306 «Танкист» — серия советских десантных катеров (самоходных барж), построенные на основе американских LCM (3) предназначенных для доставки и высадки десанта на необорудованное побережье. Строились крупной серией на судостроительных заводах СССР в 1950—1960-х годах.
Относятся к кораблям 4-го ранга.

## История проекта
Сразу после Великой Отечественной войны была принята программа, предусматривающая постройку десантных кораблей различных классов с учётом опыта прошедших войн. Однако из-за кризисного состояния всего транспортного флота СССР она не была в полной мере реализована. На начальном этапе корабли проектировались либо на базе транспортных судов, либо как транспортные корабли с возможностью применения в качестве десантных.
Семейство десантных катеров проектов Т-4, Т-4М, 306 и 1785 изначально создавались как копии американских плашкоутов, LCM (3), постройки 1940-х годов. При этом проекты Т-4, Т-4М и 306 объединялись под шифром «Танкист».
Большая часть катеров, по-видимому, была построена в 1955—1960 годах.

## Конструкция
Конструктивно в основном схожи с LCM (3), на основе которых и проектировались. Наличие герметичных междудонных и бортовых водонепроницаемых отсеков делает их практически непотопляемыми. Баржи оборудованы ручным насосом для осушения отсеков. В кормовой части баржи устроен небольшой кубрик для отдыха экипажа.

## Эксплуатация
Всего было построено несколько сотен десантных катеров шифра «Танкист» на судостроительных заводах Комсомольска-на-Амуре, Николаевска-на-Амуре, Азова, Херсона, Астрахани.